# Аји
Аји (фр. Ailly) насеље је и општина у северној Француској у региону Горња Нормандија, у департману Ер која припада префектури Andelys.
По подацима из 2011. године у општини је живело 1116 становника, а густина насељености је износила 71,77 становника/km². Општина се простире на површини од 15,55 km². Налази се на средњој надморској висини од 156 метара (максималној 157 m, а минималној 70 m).

## Демографија
| 1962. | 1968. | 1975. | 1982. | 1990. | 1999. | 2011. |
| ----- | ----- | ----- | ----- | ----- | ----- | ----- |
| 394   | 417   | 465   | 604   | 755   | 775   | 1.116 |

График промене броја становника у току последњих година